# Богоявленка (Домбаровський район)
Богоя́вленка (рос. Богоявленка) — село у складі Домбаровського району Оренбурзької області, Росія.

## Населення
Населення — 377 осіб (2010; 544 у 2002).
Національний склад (станом на 2002 рік):
- казахи — 78 %